# 柳田站
- 關於青森縣西津輕郡深浦町五能線的車站，請見「陸奧柳田站」。
- 關於下津井電鐵線曾經存在的車站，請見「柳田站 (岡山縣)」。

柳田站（日语：／ Yanagita eki */?）是位於秋田縣橫手市柳田字柳田175番，東日本旅客鐵道（JR東日本）的奧羽本線車站。

## 歷史

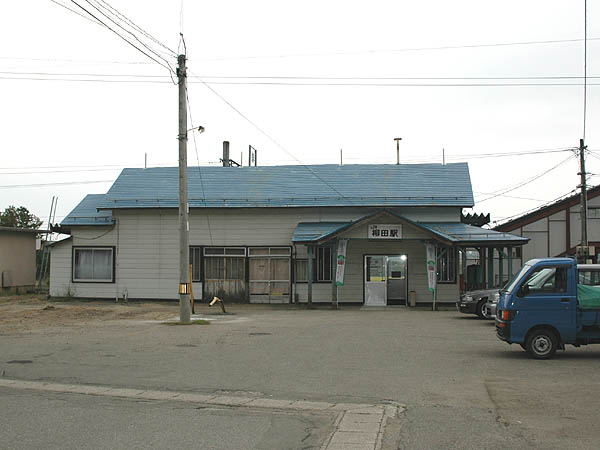
前車站大樓（2005年9月）

在1921年（大正10年）12月10日，於平鹿郡橫手町（奧羽本線十文字至橫手之間）設置柳田信號站。後來在1926年（大正15年）11月7日升級至車站。

### 年表
- 1975年（昭和50年）11月25日：成為無人車站。
- 1987年（昭和62年）4月1日：伴隨國鐵分割民營化，車站由東日本旅客鐵道（JR東日本）營運。
- 2017年（平成29年）
  - 8月：開始重建車站大樓。同月下旬開設臨時車站大樓[2]。
  - 12月6日：重建車站大樓完成[3][4][5]。

## 車站構造
車站是一座地面車站，設有2面2線的相對式月台。各月台之間設有跨線橋連接。經重建的車站大樓在2017年12月6日，大樓使用秋田杉建成，為一座木造平房，在牆身設成柳木圖案。

### 月台
| 月台 | 路線      | 上下行 | 方向           |
| ---- | --------- | ------ | -------------- |
| 1    | ■奧羽本線 | 上行   | 湯澤、新庄方向 |
| 2    | ■奧羽本線 | 下行   | 橫手、秋田方向 |

參考

## 車站周邊
- 榮館（橫手市榮出張所，前平鹿郡（日语：平鹿郡）榮村（日语：栄村 (秋田県平鹿郡)）公所）
- 橫手榮郵局
- 榮警官駐在所
- 橫手市立榮小學
- 藤春食堂（因橫手炒麵（日语：横手焼きそば）而著名）
- 元祖神谷炒麵屋

## 相鄰車站
東日本旅客鐵道（JR東日本）
■奧羽本線
□快速
通過
■普通
醍醐－柳田－橫手

## 注腳
1. ↑  今尾惠介《日本鉄道旅行地図帳 2号 東北》新潮社 2008年6月 42頁
2. ↑   (PDF) (新闻稿). 東日本旅客鉄道秋田支社. 2017-08-07  [2020-05-17]. （原始内容 (PDF)存档于2020-05-17） （日语）.
3. 1 2   (PDF) (新闻稿). 東日本旅客鉄道秋田支社. 2017-11-22  [2020-05-17]. （原始内容 (PDF)存档于2020-05-17） （日语）.
4. 1 2  . 交通新聞 (交通新聞社). 2017-12-01 （日语）.
5. ↑  イメージは「柳の木」…奥羽本線柳田駅が小さく改築へ （页面存档备份，存于）（日語）2017年8月8日（火）
6. ↑  JR東日本:駅構内図 （页面存档备份，存于）（日語）

## 外部連結
- 車站資訊（柳田）：東日本旅客鐵道（日語）